# West Bank Story
West Bank Story è un cortometraggio statunitense del 2005 diretto da Ari Sandel.
È una parodia del film del 1961 West Side Story, a sua volta ispirato all'opera teatrale Romeo e Giulietta.
Ha vinto l'Oscar al miglior cortometraggio ai Premi Oscar 2007.